# Phytomyza cirrhosae
Phytomyza cirrhosae este o specie de muște din genul Phytomyza, familia Agromyzidae, descrisă de Spencer în anul 1969.
Este endemică în Spania. Conform Catalogue of Life specia Phytomyza cirrhosae nu are subspecii cunoscute.